# Zamek Świętego Hilariona
Zamek Świętego Hilariona (gr. Κάστρο του Αγίου Ιλαρίωνα) – twierdza położona w paśmie górskim Kierinia, kilka kilometrów od Kirenii na Cyprze (Cypr Północny). Znajduje się na wysokiej skale 732 metry n.p.m. Obok Kantary i Buffavento był jedną z trzech warowni broniących wybrzeża wyspy.

## Historia
Zamek został nazwany na cześć pustelnika św. Hilariona, który przybył tutaj z Palestyny w VI wieku. Po śmierci został tu pochowany, a wokół jego grobu około X/XI wieku został wzniesiony klasztor. Począwszy od XI wieku Bizantyjczycy rozpoczęli budowę fortyfikacji, która wraz z twierdzami Buffavento i Kantara miały bronić wyspę przed inwazją arabską.
Niektóre części zamku zostały przebudowane tak, by Lusignanowie mogli używać ich jako letniej rezydencji. Podczas rządów Lusignanów zamek był przedmiotem czteroletnich (1228–1232) zmagań między cesarzem rzymskim Fryderykiem II i regentem Janem z Ibelinu w sprawie kontroli nad Cyprem.
Znaczna część zamku została rozebrana przez Wenecjan w XV wieku, aby zmniejszyć jego koszty utrzymania.